# Antalyai-öböl
Az Antalyai-öböl (törökül: Antalya Körfezi) egy nagy öböl a Földközi-tenger keleti részén, Törökország Antalya tartományától délre. Magába foglal Törökország főbb tengerparti üdülőhelyei közül többet is.

## Fordítás
- Ez a szócikk részben vagy egészben  a   Gulf of Antalya című angol Wikipédia-szócikk ezen változatának fordításán alapul.  Az eredeti cikk szerkesztőit annak laptörténete sorolja fel. Ez a jelzés csupán a megfogalmazás eredetét és a szerzői jogokat jelzi, nem szolgál a cikkben szereplő információk forrásmegjelöléseként.